# Straussler V–4
A Straussler V–4 könnyű harckocsi a Straussler V–3 továbbfejlesztett változata, az első rendszerbe állított magyar fejlesztésű harcjármű.

## Története
A V-3 csapatpróbáinak befejeztével a következő verzió tervezése már 1936-ban megindult. A V-3 minden tapasztalatát figyelembe véve alkották meg az új terveket: a futómű állítható láncvezetőgörgői kiküszöbölték a korábbi lánchajtásos problémákat, erősebb motor beépítésével az elvárt sebességre is képes lett. Megbízható, jól kezelhető konstrukció alakult ki, amelyben a kezelőszemélyzetnek jóval könnyebb dolga volt, mint a másik rendszeresített kisharckocsiban, a Fiat-Ansaldoban, ugyanakkor kerekeken futva nagy odafigyelést igényelt a jármű vezetése a fékkarokkal. Ezek a minősítések mindaddig fennálltak, amíg a HM ismét túlzott követelményeket nem támasztott a harckocsival szemben, az úszásképesség és a lánc nélküli közlekedés miatt a futóműgeometria összhangja végül leromlott.
A tervezés és folytonos módosítások sorozata annyira elhúzódott, hogy sorozatgyártásra érett változatának elkészültére minden tekintetben elavulttá vált, a Landsverk L-60-as svéd harckocsi és a cseh gyártmányú T-21 harckocsik licencének megvásárlása után a Toldi kis- és Turán közepes harckocsik tervezése és gyártása indult meg. Ezért ez a fejlesztési irány zsákutcának bizonyult a biztató kezdetek ellenére a tervezés, a kivitelezés és a csapatpróbák elhúzódása, valamint a haditechnika rövid idő alatti nagyarányú fejlődése miatt, és mindezt amellett, hogy a Toldi harckocsival szemben csak mozgékonyságban maradt alul.
Az első példány 1937. március 25-én készült el, és áprilisra már csapatpróbára vitték volna. Az átvételi bizottság azonban a váltómű meghibásodása miatt nem vehette át, ezenkívül több hiányosságot találtak a kivitelezésben és tervezésben. Ezek között volt, hogy az üzemanyagtartály nem volt tűzbiztosan elkülönítve a küzdőtértől, a jármű fegyverzet nélküli tömege meghaladta az előírt 8 tonnát, a fékberendezés pedig egykörös pneumatikus volt. A kijavított prototípus május 11-től június 28-ig 2000 óra tesztelést végzett el, amelynek alapján a típust jó minősítéssel látták el. A terepi és közúti menettulajdonságai jók voltak, jól tűrte az akadályokat, bólintása és kilengése kicsiny.
1937. év tavaszán és nyarán a prototípus megkapta a páncélzatát, véglegesítették a 40 mm-es löveget, valamint kibővítették a tornyot, hogy a kezelőszemélyzet negyedik tagja, a harckocsiparancsnok is helyet kaphasson. Ő kezelte az ekkor beépített ikergéppuskát.
A sorozatos módosításokkal lerontott teljesítményű  járművet a HM 1937. végén rendszerbeállításra alkalmasnak találta, feladatkörét a harcászati súlypontképzésben határozták meg. A harckocsiból később exportváltozat is készült, amelynek apróbb módosításai között szerepel a külső keretantenna, amellyel rádió beszerelésére is alkalmassá tették.

## Felépítése
A V-3 típustól eltérő adatok:
- Az erősebb motor miatt új váltóművet kellett szerkeszteni. Az előzetes tervek nyolcfokozatú automata váltót tartalmaztak, amely helyett végül ötfokozató hidraulikus váltómű került beépítésre, amelynek nem volt hátrameneti fokozata. A kihajtás a himbarendszerhez differenciálművel csatlakozott. A hajócsavar már közvetlenül a motor főtengelyéről kapta a hajtást. A légszűrőt az első tesztelés után szárazról olajszűrősre cserélték.
- A futóműben az optimálisan elhelyezett támasztógörgők és az áttervezett lánc megoldották a V-3 típus rossz menettulajdonságait. Megoldották a lánctalp harckocsira málházását. A lánctalp felhelyezése, levétele és felmálházása 6 ember fél-félórás munkáját kívánta meg.

## Külső hivatkozások
https://web.archive.org/web/20090418064413/http://www.zmne.hu/tanszekek/Hadtortenelem/tematika/hk/m5.htm